# Episodi di Danni Lowinski (serie televisiva 2010) (seconda stagione)
La seconda stagione della serie televisiva Danni Lowinski è stata trasmessa in anteprima in Germania da Sat.1 tra il 14 marzo 2011 e il 20 giugno 2011.
| nº | Titolo originale | Titolo italiano | Prima TV Germania | Prima TV Italia |
| -- | ---------------- | --------------- | ----------------- | --------------- |
| 1  | Um die Wurst     | inedito         | 14 marzo 2011     | inedito         |
| 2  | Endstation       | inedito         | 21 marzo 2011     | inedito         |
| 3  | Waisenkind       | inedito         | 28 marzo 2011     | inedito         |
| 4  | Träume           | inedito         | 4 aprile 2011     | inedito         |
| 5  | Komaheirat       | inedito         | 11 aprile 2011    | inedito         |
| 6  | Tabu             | inedito         | 18 aprile 2011    | inedito         |
| 7  | Colonia          | inedito         | 2 maggio 2011     | inedito         |
| 8  | Alles muss raus  | inedito         | 9 maggio 2011     | inedito         |
| 9  | Monster          | inedito         | 16 maggio 2011    | inedito         |
| 10 | Wintermärchen    | inedito         | 23 maggio 2011    | inedito         |
| 11 | Mutterkind       | inedito         | 30 maggio 2011    | inedito         |
| 12 | Falsche Wahl     | inedito         | 6 giugno 2011     | inedito         |
| 13 | Endspiel         | inedito         | 20 giugno 2011    | inedito         |